# 노다지 (소설)
<노다지>는 1935년 발표된 김유정의 소설이다.

## 줄거리
꽁보와 꽁보의 생명의 은인인 더펄은 서로 형제처럼 지내며 금광 노다지를 찾으러 다닌다. 꽁보는 더펄에게 자신의 누이를 소개시켜 주겠다고 약속하고 더펄은 흡족해 한다. 어느 날 꽁보와 더펄은 금광이 있는 곳을 찾아 사람들 눈을 피해 몰래 금광에 들어간다. 금광을 다니던 중 꽁보는 금맥을 찾고 곡괭이로 금을 캐기 시작한다. 더펄은 꽁보에게 자신이 금을 캐겠다고 하고 자신의 솜씨를 자랑하며 꽁보에게 곡괭이를 집어 달라고 한다. 그 꼴이 짜증나고 얄미웠던 꽁보는 가만히 지켜보다 동발(지겟다리)이 무너져 더펄이 그 밑에 깔리자 아까 캤던 금을 가지고 혼자서 도망가 버린다.